# Journal of NeuroInterventional Surgery
Das Journal of NeuroInterventional Surgery, abgekürzt J. NeuroInterventional Surg., ist eine wissenschaftliche Fachzeitschrift, die vom BMJ-Verlag im Auftrag der Society of NeuroIntervenional Surgery veröffentlicht wird. Die Zeitschrift erscheint mit sechs Ausgaben im Jahr. Es werden Arbeiten veröffentlicht, die sich mit neuroradiologischen Interventionen beschäftigen.
Der Impact Factor lag im Jahr 2014 bei 2,774. Nach der Statistik des ISI Web of Knowledge wird das Journal mit diesem Impact Factor in der Kategorie Chirurgie an 41. Stelle von 198 Zeitschriften und in der Kategorie Neuroimaging an fünfter Stelle von 14 Zeitschriften geführt.